# تصنيف نوعي صرفي
تصنيف نوعي صرفي (بالإنجليزية: Morphological typology)‏ هو تصنيف اللغات وفق تشكلها هو فرع من فروع التصنيف النمطي اللساني للغات والذي يتعامل مع اللغات وفقا لطريقة تشكلها، أي الطريقة التي تكونت بها الكلمات.
طُوّر هذا الاختصاص فريدريش وأغسطس شليغل فون.
إن المقياس المستخدم ليست مطلقا، وإنما نسبي ومستمر.
وإذا كان من الصعب تصنيف اللغة الفلانية مثلا كلغة تحليلية أو تركيبية بحتة، فانه يمكن القول أنها مثلا انها أكثر تركيبية من الصينية ولكن أقل من الكورية.